# 今泉彩良
今泉彩良（いまいずみ さら、1994年6月14日 - ）は、日本の元女優。香川県出身。以前はトライストーン・エンタテイメントに所属していた。血液型O型。身長160cm。足のサイズ23cm。

## 来歴
2009年10月クールのフジテレビ月9『東京DOGS』でドラマデビュー。益子（東幹久）の娘役。
2010年10月クールの日本テレビ土9『Q10』で初連続ドラマレギュラー出演、宗田理花役を演じる。
2011年2月23日発売のmiwaの5thシングル『春になったら』のPVに出演。
2019年11月28日自身のブログにて、芸能界からの引退を報告した。

## 人物
趣味：音楽鑑賞、漬物作り、うどん作り
特技：バレエ（12年間継続中）、バスケットボール（小学生の頃県大会3位）、書道（毛筆5段　硬筆4段）、水泳、ピアノ
お団子ヘアーをする事が多い。チャームポイントは手が小さいところ。辛いものが好き。
日本テレビドラマ『Q10』撮影時には、米村美咲、市山京香と特に仲が良かった。

## 出演

### ドラマ
- 東京DOGS 最終回（2009年12月21日、フジテレビ） - 益子の娘 役
- Q10（2010年10月 - 12月、日本テレビ）- 宗田理花 役
- 高校生レストラン 第5話（2011年6月4日、日本テレビ）
- ゴーストライターの殺人取材（2012年8月4日、テレビ朝日） - 秋元しおり 役
- とと姉ちゃん 第4週（2016年4月25日 - 4月30日、NHK）
- 神の舌を持つ男 第7話（2016年8月19日、TBS） - 尾木亜香里（カップル女） 役[1]

### 映画
- ラブコメ（2010年9月25日公開、監督：平川雄一朗）- 少女期・美津恵役

### PV
- miwa「春になったら」（2011年2月23日リリース）
- タイトー『グルーヴコースター』アーケード版（2013年11月5日稼動開始）
  - 収録曲「Groove Prayer」の初期ジャケット画像にも起用

### CM
- CMコンテスト 冬の東京タワー「そこから見えるもの（見上げる編）」（2010年）
- NTT西日本「フレッツ光」（2011年9月-）

### 舞台
- る・ひまわり「こころ」（2011年8月、青山円形劇場） - 静 役

### その他
- 中央高等学院 ビューティーコースVP（2010年、2011年）
- 痛快TV スカッとジャパン（2016年8月1日、フジテレビ）ショートドラマ「毎朝電車で見かけるあの人に恋して」